# Bruno Wartelle
Bruno Wartelle (Argel, Argelia, 26 de agosto de 1971) es un deportista francés que compitió en boxeo. Ganó una medalla de plata en el Campeonato Mundial de Boxeo Aficionado de 1995, en el peso ligero.
En noviembre de 1996 disputó su primera pelea como profesional. En su carrera profesional tuvo en total 29 combates, con un registro de 25 victorias y 4 derrotas.

## Palmarés internacional
| Campeonato Mundial | Campeonato Mundial | Campeonato Mundial | Campeonato Mundial |
| Año                | Lugar              | Medalla            | Categoría          |
| ------------------ | ------------------ | ------------------ | ------------------ |
| 1995               | Berlín (Alemania)  | Medalla de plata   | 60 kg              |